# Marta Fox

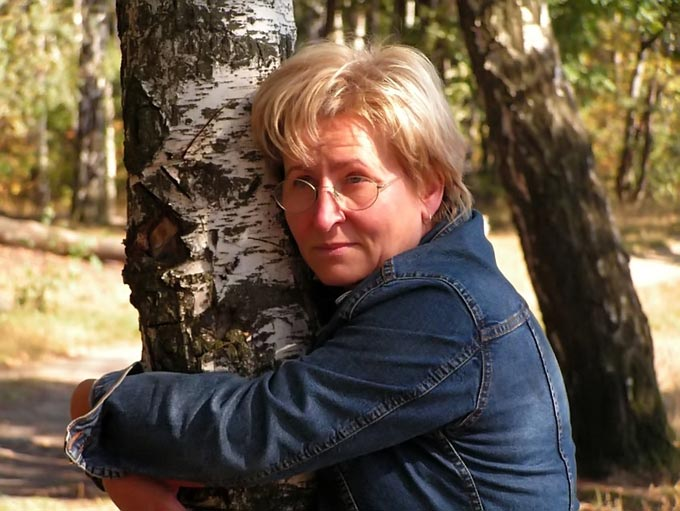
Marta Fox

Marta Fox (* 1. Januar 1952 in Siemianowice Śląskie) ist eine polnische Lyrikerin, Romanautorin und Essayistin.

## Leben
Marta Fox schloss 1974 ihr Studium der polnischen Philologie an der Uniwersytet Śląski in Katowice ab und arbeitete 1974 bis 1995 als Lehrerin und Bibliothekarin am Broniewski-Gymnasium Katowice. Daneben arbeitete sie u. a. als Redakteurin der Warschauer Młodą Sztukę (1987–1989), war von 1993 bis 1994 bei den Górnośląskiego Diariusza Kulturalnego, organisierte den Lyrikwettbewerb Inspiracje, war 1996/97 Herausgeberin der literarischen Quartalsschrift Wyrazy und Leiterin des Kindertheaters in Katowice. Sie ist Mitglied des Polnischen Schriftstellerverbandes SPP.
Marta Fox debütierte 1989 in der Zeitschrift TAK i NIE mit der Erzählung Gra, für die sie den Grand Prix im Literaturwettbewerb in Lubin erhielt. Ihre Gedichte wurden ins Englische und Spanische übersetzt sowie ins Deutsche übertragen von Tina Stroheker und Dieter Kalka und 2001 im Muschelhaufen publiziert. Sie war Teilnehmerin des deutsch-polnischen Poetendampfers und trat mit dem Literarischen Bett (Tina Stroheker, Marek Śnieciński und Dieter Kalka) in Stuttgart, Ochsenwang und 1998 beim Literarischen Herbst Leipzig auf. Sie war auf Einladung des polnischen Kulturministers im Jahr 2000 auf der Frankfurter Buchmesse im Programm Polen erlesen.

## Preise und Auszeichnungen
- IBBY im Wettbewerb Buch des Jahres 1995 und 2000
- Zweifache Stipendiatin des polnischen Kulturministers
- Ehrenpreis „Niebieska linia“ 2004 für „Coraz mniej milczenia“
- Auszeichnung Verdienter der polnischen Kultur, 2006
- Hanys-Preis 2013[3]
- Nagroda Narcyz 2014[4]
- Nagroda Artystyczna Marszałka Województwa Śląskiego 2014[5]

## Bücher

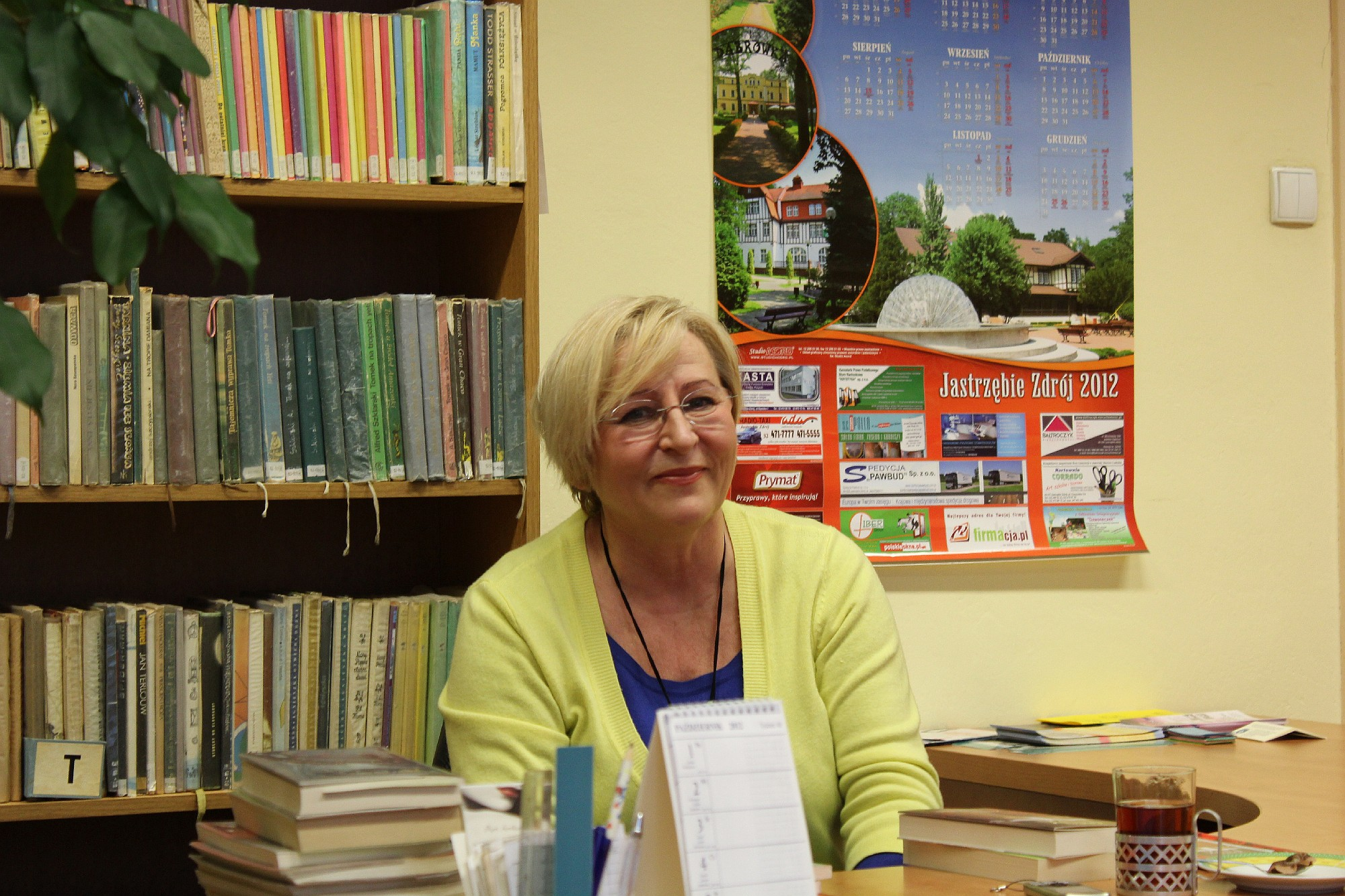
Marta Fox, 2012

- Kapelusz zawsze zdejmuję ostatni (Prosa und Lyrik, 1992)
- Batoniki Always miękkie jak deszczówka (Roman, 1994)
- Agaton-Gagaton: jak pięknie być sobą (Roman, 1994)
- Chcę być chłopcem jak mój ojciec (Lyrik, 1994)
- Wielkie ciężarówki wyjeżdżają z morza (Roman, 1996)
- Magda.doc (Roman, 1996)
- Paulina.doc (Roman, 1997)
- Zdarzyć się mogło. Zdarzyć się musiało. Mit Wisława Szymborska, (1996)
- Dotknij mnie tak dawno nie miałem kobiety (Lyrik, 1998)
- Firma Agaton-Gagaton: wypróbuj bez szorowania (Roman, 1998)
- Ogrodnicy północy, poetów portret potrójny (1998)
- Nie jestem która wszystko zniesie (Lyrik, 1999)
- Zyklus von Kurzromanen zum Thema erste Liebe Pierwsza miłość (1999):
  - Romeo zjawi się potem
  - Westchnienia jak morskie huragany
  - Zanim nadejdzie rozstanie
  - Po nitkach babiego lata
  - Do rana daleko
  - Więc nie wiń mnie za to
- Listy spod kapelusza (Feuilletons, 2002)
- Kochać (Lyrik, 2001)
- Czerwień raz jeszcze daje czerwień (2001)
- Niebo z widokiem na niebo (2003)
- Coraz mniej milczenia. O dramatach dzieciństwa bez tabu (2004)
- Święta Rito od Rzeczy Niemożliwych (Roman, 2005)
- Paulina w orbicie kotów (2007)
- Kaśka Podrywaczka (2008)
- Karolina XL (2009)
- Kobieta zaklęta w kamień (Roman, 2009)
- Karolina XL zakochana (2009)
- Iza Anoreczka (2010)
- Iza Buntowniczka (2011)
- Zuzanna nie istnieje (Roman, 2011)
- Rozmowy z Miró (Lyrik, 2011)
- Cafe Plotka (Roman, 2012)
- Plotkarski SMS (Roman, 2012)
- Wszystko co niemożliwe/Everything that is impossible (Gedichtauswahl polnisch-englisch, 2012)
- Autoportret z Lisiczką (Essays, 2013)
- Zołzunie (Roman, 2014)
- Przybij piątkę (Kinderbuch, 2014)
- Zakochaj się, mamo (Roman, 2015)